# Barrage du Gove
Pour l’article homonyme, voir Gove.
Le barrage du Gove est un barrage en remblai construit sur le Kunene, dans la province de Huambo (Angola). Il est destiné à réguler les inondations en aval et à produire de l'électricité : sa capacité s'élève à 60 MW (trois turbines de 20 MW).

## Histoire
Le barrage a été construit par l'entreprise brésilienne de travaux publics Odebrecht. Les travaux, commencés en 1969, se sont achevés en 1975, mais la guerre civile angolaise a interrompu la construction de la centrale hydroélectrique de 1975 à 1982, puis à nouveau de 1986 à 2001. Le barrage a été partiellement détruit en 1986 et en 1990,.
Les travaux ont pu reprendre en 2003 et le complexe a été officiellement inauguré en août 2012 par le président angolais.

## Description
Le barrage est situé à environ 120 km au sud de la ville de Huambo. Il mesure 112 m de longueur et 58 m de hauteur. 
Le lac artificiel créé par le barrage couvre une superficie de 140 km2. Sa profondeur moyenne est de 17,4 m et son volume 2 547 km3,.